# 楊甦棣
楊甦棣（英語：Stephen Markley Young，1951年4月—），美國外交官，生於華盛頓特區。就讀衛斯理安大學，獲得學士學位；接著進入芝加哥大學，獲得碩士及博士學位。曾任美國在台協會臺北處處長和美國駐港總領事。

## 經歷
- 楊甦棣於1963年（12歲）至1965年間與家人一起在高雄的駐台美軍社區居住過兩年[2]:p322。
- 求學時，於美國东北部康乃狄克州的米德尔敦的一所私立四年制文理學院衛斯理安大學畢業，之後於入芝加哥大學，取得碩士及博士學位。

### 外交官生涯
- 1981年進入美國國務院，同年至1982年派駐美國在台協會台北辦事處，後歷經駐俄羅斯大使館（1985年－1987年、1994年－1995年）、駐華大使館（1990年－1993年）勤務，於1995年至1998年間擔任新獨立國家高加索暨中亞事務處（Office of Caucasus and Central Asian Affairs for the Newly Independent States）處長[3][4]。
- 1998年8月起重回美國在台協會擔任副處長[3][4]，至2001年止[1]，任內曾奉處長張戴佑之命，於台北各處替美國在台協會新址尋覓合適地點，後相中內湖區金湖路的一處駕訓班舊址為可行之新址預定地[5]。2002年7月出任美國國務院亞太局中國暨蒙古處（科）處長[6]。
- 楊甦棣夫人为費雯俐（Barbara A. Finamore），育有子女三人。
- 2003年至2005年，任美國駐吉爾吉斯大使，曾表示華盛頓將吉爾吉斯基層的政治運動視為中亞國家的重要先例，為瓦解中亞獨裁政權的一個方法，吉爾吉斯的反獨裁運動更能為中亞社會提供一個希望。[7]
- 2006年3月18日，56歲時，就任美國在台協會辦事處處長。他曾於2006年10月26日召開記者會強烈表達敦促立法院應在本會期通過軍購案的立場[8]，2009年7月卸任。
- 2010年2月25日，他轉任美國駐港澳總領事，但與中國方面關係惡劣，2013年5月，中國外交部駐港特派員公署點名批評楊甦棣干涉香港內部事務。特派員公署表示，政制發展問題屬於香港內部事務，任何外國政府或官員都不應干預，妄加評論。在此之前，楊甦棣曾表示，香港的普選應符合國際標準。近半年來，香港親中國的報章包括大公報和文匯報對楊甦棣的攻擊尤為激烈，甚至指他「策動香港自治運動」，有意以其派駐中亞當大使的經驗，將當地的花朵革命帶到香港[9]。楊氏遂在2013年7月24日卸任[10][11]。

## 相關事件

### 評價宋楚瑜
被維基解密揭露，楊甦棣暗示宋楚瑜曾在2006年北高市長選舉前告訴他，國民黨願以台北市長一職交換宋不加入2008年中華民國總統選舉。宋楚瑜得知後怒稱楊甦棣是「醜陋的美國人」、「醜陋的外交官」，維基解密內容不符事實，但宋楚瑜的重砲抨擊造成報章媒體的激烈討論，後宋楚瑜解釋他說的不是「醜陋」，而是臺語「粗魯」。

### 評價馬英九
被維基解密揭露，他曾評價馬英九根本是把台北市長當作總統寶座的墊腳石，在馬兼任臺北市長與國民黨主席的一年半時間中，馬主要的時間與精力放在處理黨務上，市政工作交給他的副市長金溥聰。楊甦棣也說，馬英九在與美國在臺協會打交道時，總是要形塑自己是未來總統候選人，與他見面時也要在正式的大會議中見面。

### 批評香港特區政府
曾任美國駐港總領事的楊甦棣表示，香港及中華人民共和國政府處理美國中情局前僱員愛德華·斯諾登事件的手法令華府失望，動搖華府對香港的信心及合作。認為香港政府是受到中華人民共和國政府影響。
他被問到美國是否曾入侵香港電腦網絡時表示，美方沒有需要向任何人道歉，強調美方會在適當時間有交代，但不認為有需要道歉。但至今沒有表示。

### 支持占領中環行動
楊甦棣表示，支持香港在2017年普選行政長官（特首）。對於全國人大法工委主任委員喬曉陽表示，特首人選要愛國愛港，楊甦棣指喬曉陽言論引起爭論，認為喬曉陽應再解釋。楊甦棣希望佔領中環可依法進行。

## 家庭
家族
- 父親：楊恩上校（Mason J. Young，Jr），1923年11月出生在美國路易斯安那州紐奧良。1944年於西點軍校畢業，曾就讀美國海軍戰爭學院，也曾在砲兵、飛彈與相關基地接受過數年訓練。營長下任後，1963年―1965年以中校階級派往駐在臺灣高雄的美軍顧問團服務[2]:p314-317。
- 母親：海倫（Helen）[2]:p322
- 長兄：麥森（Maxon）[2]:p322
- 妹妹：瓊安（Joanne）[2]:p322

配偶
- 妻：費雯俐（Barbara A. Finamore），一名律師，負責在自然資源保護委員會有關中國的法律項目。

子女
育有三名子女
- 長子：Michael，在美國首都華府工作。
- 長女：Rebecca，在美國西雅圖工作。
- 次子：Patrick，學生，在加州橘郡的Chapman大學就讀。